# شهرستان مدئو
شهرستان مدئو (به قزاقی: Medeu District) یک منطقهٔ مسکونی در قزاقستان است که در آلماتی واقع شده‌است. شهرستان مدئو ۲۰۹٬۸۳۶ نفر جمعیت دارد.